# Винеторі (комуна, Вранча)
Винеторі (рум. Vânători) — комуна у повіті Вранча в Румунії. До складу комуни входять такі села (дані про населення за 2002 рік):
- Балта-Рацей (335 осіб)
- Винеторі (1198 осіб)
- Жорешть (1086 осіб)
- Мірчештій-Векі (250 осіб)
- Мірчештій-Ной (860 осіб)
- Петрешть (923 особи)
- Редулешть (877 осіб)

Комуна розташована на відстані 169 км на північний схід від Бухареста, 5 км на північний схід від Фокшан, 68 км на північний захід від Галаца, 127 км на схід від Брашова.

## Населення
За даними перепису населення 2002 року у комуні проживали 5529 осіб.
Національний склад населення комуни:
| Національність | Кількість осіб | Відсоток |
| -------------- | -------------- | -------- |
| румуни         | 5526           | 99,9%    |
| угорці         | 1              | < 0,1%   |
| цигани         | 1              | < 0,1%   |

Рідною мовою назвали:
| Мова      | Кількість осіб | Відсоток |
| --------- | -------------- | -------- |
| румунська | 5527           | > 99,9%  |
| угорська  | 1              | < 0,1%   |

Склад населення комуни за віросповіданням:
| Релігія        | Кількість осіб | Відсоток |
| -------------- | -------------- | -------- |
| православні    | 5480           | 99,1%    |
| римо-католики  | 26             | 0,5%     |
| адвентисти     | 8              | 0,1%     |
| п'ятдесятники  | 7              | 0,1%     |
| старообрядці   | 5              | 0,1%     |
| реформати      | 1              | < 0,1%   |
| греко-католики | 1              | < 0,1%   |
| мусульмани     | 1              | < 0,1%   |

## Зовнішні посилання
- Дані про комуну Винеторі на сайті Ghidul Primăriilor